# Семёнкин, Евгений Станиславович
Семенкин, Евгений Станиславович (18.10.1960, г. Кемерово, СССР) — д.т. н., профессор кафедры системного анализа и исследования операций Сибирского государственного университета науки и технологий имени академика М. Ф. Решетнева (СибГУ), специалист в области системного анализа, методов оптимизации, эволюционных методов, машинного обучения и вычислительного интеллекта. Профессор Е. С. Семенкин является основателем и руководителем Красноярской научной школы по эволюционным методам моделирования и оптимизации сложных систем. Ему принадлежат более 350 научных и 15 учебно-методических работ, а также более 70 авторских свидетельств на программные системы. Под руководством Е. С. Семенкина защищено 3 докторских и более 20 кандидатских диссертаций по техническим, физико-математическим и экономическим наукам.
За достижения в области научно-педагогической деятельности профессор Е. С. Семенкин награждён нагрудными знаками Министерства образования и науки РФ «Почетный работник науки и техники» и «За развитие научно-исследовательской работы студентов», дипломом Российской инженерной академии, Почетной грамотой Центрального Совета Российской научно-социальной программы для молодежи и школьников «Шаг в будущее», профессорской премией Красноярского края. За заслуги в научно-исследовательской деятельности Семенкин Е. С. награждён Знаком Циолковского Федерального космического агентства РФ, Медалью имени академика М. Ф. Решетнева Российской федерации космонавтики и Благодарственными письмами ОАО «Информационные спутниковые системы».

## Образование
В 1982 году с отличием закончил Кемеровский государственный университет по специальности «Математика». В 1988 году после окончания аспирантуры был распределен в Красноярский завод-втуз на кафедру высшей математики. За 10 лет прошел путь от старшего преподавателя до профессора. Кандидатскую диссертацию защитил в 1989 году в Ленинградском государственном университете, докторскую — в 1997 году в Сибирском государственном аэрокосмическом университете.

### Кандидатская диссертация
Математическое и программное обеспечение решения задач оптимизации монотонных псевдобулевых функций — 1989 г.

### Докторская диссертация
Метод обобщенного адаптивного поиска для оптимизации управления космическими аппаратами — 1997 г.

## Педагогическая деятельность
Семенкин Е. С. является основателем и научным руководителем ведущей научно-педагогической школы «Эволюционные методы моделирования и оптимизации сложных систем» в СибГУ.
Интервью с Семенкиным Е. С. в корпоративной газете СибГУ «Горизонт»

### Ученики
1. Сопов Евгений Александрович[3], к.т. н., 2004
2. Ахмедова Шахназ Агасувары кызы[4], к.т. н., 2016
3. Становов Владимир Вадимович[5], к.т. н., 2016
4. Брестер Кристина Юрьевна[6], к.т. н., 2016
5. Спирина Анастасия[7], Dr.-Ing., 2018
6. Полякова Анастасия Сергеевна[8], к.т. н., 2020

## Научная деятельность
Семенкин Е. С. является основателем и научным руководителем Сибирского института прикладного системного анализа имени А. Н. Антамошкина, членом экспертного совета по управлению, вычислительной технике и информатике ВАК при Министерстве образования и науки РФ с 2014 по 2016 гг., организатором и сопредседателем программного комитета международной конференции «International Workshop on Mathematical Models and their Applications» (IWMMA), проводимой ежегодно с 2012 года на базе СибГУ.

## Избранные публикации

#### Статьи, опубликованные в международных журналах, индексируемых в Web of Science и Scopus
1.	Akhmedova Sh., Stanovov V., Semenkin E. Selective Pressure Strategy in differential evolution: Exploitation improvement in solving global optimization problems // Swarm and Evolutionary Computation. Volume 50, November 2019, 100463.
2.	Semenkin E. Computational Intelligence Algorithms based Comprehensive Human Expert and Data driven Model Mining for the Control, Optimization and Design of Complicated Systems // International Journal on Information Technologies and Security. — Vol. 11, Special Issue, P.63-66, 2019.
3.	Koložvari A., Stojanović R., Zupan A., Semenkin E., Stanovov V., Kofjač D., Škraba A. Speech-Recognition Cloud Harvesting for Improving the Navigation of Cyber-Physical Wheelchairs for Disabled Persons // Microprocessors and Microsystems, Volume 69, Pages 179—187.
4.	Akhmedova, Sh., Stanovov, V., Erokhin, D., Semenkin E. Position adaptation of candidate solutions based on their success history in nature-inspired algorithms // International journal on information technologies and security, 2019, 11(1), pp. 21–32.
5.	Brester Ch., Kauhanen J., Tuomainen T-P., Voutilainen S., Rönkkö M., Ronkainen K., Semenkin E., Kolehmainen M. Evolutionary methods for variable selection in the epidemiological modeling of cardiovascular diseases // BioData Mining 11(1), 2018.
6.	Yakimov I., Zaloga A., Dubinin P., Bezrukovа O., Samoilo A., Burakov S., Semenkin E., Semenkina M., Andruschenko E. Application of Evolutionary Rietveld Method Based XRD Phase Analysis and a Self-Configuring Genetic Algorithm to the Inspection of Electrolyte Composition in Aluminum Electrolysis Baths // Crystals 8(11):402, 2018.
7.	Akhmedova S.A., Stanovov V.V., Semenkin E.S. Cooperation of Bio-inspired and Evolutionary Algorithms for Neural Network Design // Journal of Siberian Federal University. Mathematics & Physics, 2018, 11(2), 148—159.
8.	Akhmedova, Sh., Stanovov, V., Semenkin, E. Fuzzy controlled cooperative bio-inspired algorithm for binary optimization // International journal on information technologies and security, 2018, 10(2), pp. 69–78.
9.	Stanovov, V., Akhmedova, Sh., Semenkin, E. Designing the fuzzy rule base by solving a large-scale single-objective optimization problem with differential evolution // International journal on information technologies and security, 2018, 10 (2), pp. 79–88.
10.	Ryzhikov, I., Brester, Ch., Semenkin, E. A multi-objective approach with a restart meta-heuristic for the linear dynamical systems inverse mathematical problem // International journal on information technologies and security, 2018, 10(1), pp. 93–102.
11.	Skraba, A., Stanovov, V., Semenkin, E., Kolozvari, A., Kofjac, D. Development of algorithm for combination of cloud services for speech control of cyber-physical systems // International journal on information technologies and security, 2018, 10(1), pp. 73–82.
12.	Brester Ch., Ryzhikov I., Semenkin E. ‘Restart operator for multi-objective genetic algorithms: implementation, choice of control parameters and ways of improvement’ // International Journal on Information Technologies & Security, 2017, 9(4), 2017. P. 25-36.
13.	Sopov E., Semenkin E. ‘Automated Synthesis of Selection Operators in Genetic Algorithms using Genetic Programming’ // International Journal on Information Technologies and Security, 2017, 9(4), 2017. P. pp. 13–24.
14.	Brester Ch., Ryzhikov I., Semenkin E. ‘Multi-objective Optimization Algorithms with the Island Metaheuristic for Effective Project Management Problem Solving’ // Organizacija- Journal of Management, Informatics and Human Resources, 2017, Vol. 50, Number 4, pp. 364–373.
15.	Škraba A., Stanovov V.V., Semenkin E.S., Kofjač D. ‘Hybridization of stochastic local search and genetic algorithm for human resource planning management’ // Organizacija- Journal of Management, Informatics and Human Resources. 2016. Т. 49. № 1. — P. 42-54.
16.	Akhmedova S.A., Semenkin E.S. Collective bionic algorithm with biogeography based migration operator for binary optimization // Journal of Siberian Federal University. Mathematics & Physics, 2016, 9(1), 3-10.
17.	Stanovov V.V., Semenkin E.S., Semenkina O.E. ‘Self-configuring hybrid evolutionary algorithm for fuzzy imbalanced classification with adaptive instance selection’ // Journal of Artificial Intelligence and Soft Computing Research. 2016. Т. 6. № 3. — P. 173—188.
18.	Brester, C., Semenkin, E., Sidorov, M. Multi-objective heuristic feature selection for speech-based multilingual emotion recognition // Journal of Artificial Intelligence and Soft Computing Research, Volume 6, Issue 4, 2016, Pages 243—253.
19.	Sidorov, M., Minker, W., Semenkin, E.S. Speech-based emotion recognition and speaker identification: Static vs. dynamic mode of speech representation // Journal of Siberian Federal University — Mathematics and Physics, Volume 9, Issue 4, 2016, Pages 518—523.
20.	Sergienko, R.B., Shany, M., Minkerz, W., Semenkin, E.S. Topic categorization based on collectives of term weighting methods for natural language call routing // Journal of Siberian Federal University — Mathematics and Physics, Volume 9, Issue 2, 2016, Pages 235—245.
21.	Sidorov, M., Schmitt, A., Semenkin, E.S. Automated recognition of paralinguistic signals in spoken dialogue systems: Ways of improvement // Journal of Siberian Federal University — Mathematics and Physics, Volume 8, Issue 2, 2015, Pages 208—216.
22.	Vashkevich, A.V., Zhukov, V.G., Semenkin, E.S. Privacy-preserving building of self-organizing maps // Journal of Siberian Federal University — Mathematics and Physics, Volume 8, Issue 4, 2015, Pages 478—486.
23.	Zaloga A., Burakov S., Semenkin E., Yakimov I. ‘Research on convergence of multi-population binary- and real-coded genetic algorithms for solution of crystal structure from X-Ray powder diffraction data’ // Crystal Research and Technology, 1-5 (2015).
24.	Skraba A., Kofiac D., Znidarsic A., Maletic M., Rozman C., Semenkin E., Semenkina M., Stanovov V. Application of Self-Gonfiguring Genetic Algorithm for Human Resource Management // Journal of Siberian Federal University. Mathematics & Physics 2015, 8(1), 94-103.
25.	Spirina A.V., Semenkin E.S., Schmitt A., Minker W. Interaction quality in human-human conversations: problems and possible solutions // Journal of Siberian Federal University. Mathematics & Physics 2015, 8(2), 217—223.
26.	Burakov S.V., Semenkin E.S. ‘Solving variational and Cauchy problems with self-configuring genetic programming algorithm’ // International Journal of Innovative Computing and Applications, 2013, vol. 5, No. 3, pp. 152–162.
27.	Yakimov Y.I., Semenkin E.S., Yakimov I.S. ‘Two-level genetic algorithm for a full-profile fitting of X-ray powder patterns’ // Zeitschrift fur Kristallographie, Supplement. 2009. № 30. — P. 21-26.
28.	Antamoshkin A., Semenkin E. ‘Local search efficiency when optimizing unimodal pseudoboolean functions’ // Informatica. 1998. Т. 9. № 3. — P. 279—296.
29.	Antamoshkin A.N., Semenkin E.S. ‘Optimization of polimodal locally monotone pseudoboolean functions’ // Informatica. 1991. Т. 2. № 3. — P. 331—351.
30.	Antamoshkin A.N., Saraev V.N., Semenkin E.S. ‘Optimization of unimodal monotone pseudoboolean functions’ // Kybernetika. 1990. Т. 26. № 5. — P. 432—442.

#### Статьи, опубликованные в Российских рецензируемых журналах
31. Рыжиков И. С., Брестер К. Ю., Семенкин Е. С. Метаэвристика кластеризации и перезапуска в решении задач вычислительного моделирования линейных динамических систем // Системы управления и информационные технологии, 2019, № 4, с. 19-23.
32. Полякова А. С., Липинский Л. В., Семенкин Е. С. Эволюционный алгоритм автоматизированного формирования базы правил в процедуре нечеткого вывода при коллективном принятии решений // Системы управления и информационные технологии. 2019. № 2 (76). С. 29-36.
33. Mitrofanov S.A., Semenkin E.S. Differential evolution in the decision tree algorithm // Сибирский журнал науки и технологий, 2019, Т. 20. № 3. С. 312—319.
34. Хритоненко Д. И., Семенкин Е. С. Адаптивная мутация в самоконфигурируемых эволюционных алгоритмах // Системы управления и информационные технологии. 2017. № 3 (69). С. 37-42.
35. Брестер К. Ю., Становов В. В., Семенкина О. Э., Семенкин Е. С. О применении эволюционных алгоритмов при анализе больших данных // Искусственный интеллект и принятие решений. 2017. № 3. С. 82-93.
36. Семенкин Е. С., Семенкина М. Е., Попов Е. А. Проектирование ансамблей классификаторов самоконфигурируемыми эволюционными алгоритмами // Системы управления и информационные технологии. 2016. № 4 (66). С. 38-43.
37. Spirina A.V., Sidorov M.Yu., Sergienko R.B., Semenkin E.S., Minker W. Human-human task-oriented conversations corpus for interaction quality modeling // Вестник Сибирского государственного аэрокосмического университета им. академика М. Ф. Решетнева. 2016. Т. 17. № 1. С. 84-90.
38. Полякова А. С., Сидоров М. Ю., Семенкин Е. С. Комбинирование подходов кластеризации и классификации для задачи распознавания эмоций по речи // Вестник Сибирского государственного аэрокосмического университета им. академика М. Ф. Решетнева. 2016. Т. 17. № 2. С. 335—342.
39. Становов В. В., Бежитский С. С., Бежитская Е. А., Семенкин Е. С. Исследование эффективности многоагентного алгоритма решения задач глобальной поисковой оптимизации большой размерности // Системы управления и информационные технологии. 2015. № 4 (62). С. 94-100.
40. Хритоненко Д. И., Семенкин Е. С., Сугак Е. В., Потылицына Е. Н. Решение задачи прогнозирования экологического состояния города нейроэволюционныmи алгоритмами // Вестник Сибирского государственного аэрокосмического университета им. академика М. Ф. Решетнева. 2015. Т. 16. № 1. С. 137—142.
41. Akhmedova Sh.A., Semenkin E.S. SVM-based classifier ensembles design with co-operative biology inspired algorithm // Вестник Сибирского государственного аэрокосмического университета им. академика М. Ф. Решетнева. 2015. Т. 16. № 1. С. 22-27.
42. Становов В. В., Семенкин Е. С. Самонастраивающийся эволюционный алгоритм проектирования баз нечетких правил для задач классификации // Системы управления и информационные технологии. 2014. № 3 (57). С. 30-35.
43. Ахмедова Ш. А., Семенкин Е. С. Проектирование систем автоматического определения субъективного мнения кооперативными бионическими алгоритмами // Системы управления и информационные технологии. 2014. № 3-1 (57). С. 104—108.
44. Семенкина М. Е., Семенкин Е. С., Рыжиков И. С. Прогнозирование динамики электрических характеристик солнечных батарей космических аппаратов методами вычислительного интеллекта // Вестник Сибирского государственного аэрокосмического университета им. академика М. Ф. Решетнева. 2014. № 3 (55). С. 139—145.
45. Семенкин Е. С., Брестер K.Ю., Сидоров М. Ю. Система автоматического извлечения информативных признаков для распознавания эмоций человека в речевой коммуникации // Программные продукты и системы. 2014. № 4. С. 127—131.
46. Залога А. Н., Бураков C.В., Семенкин Е. С., Якимов И. С. Мультипопуляционный генетический алгоритм моделирования кристаллическойструктуры из рентгенодифракционных данных // Журнал Сибирского федерального университета. Серия: Химия. 2014. Т. 7. № 4. С. 573—581.
47. Бураков С. В., Залога А. Н., Панькин С. И., Семенкин Е. С., Якимов И. С. Применение самоконфигурируемого генетического алгоритма для моделирования атомной кристаллической структуры химических соединений по данным рентгеновской дифракции // Программные системы и вычислительные методы. 2014. № 4. С. 500—512.
48. Рыжиков И. С., Семенкин Е. С. Об одном методе решения задачи идентификации линейных динамических систем // Системы управления и информационные технологии. 2013. № 2-1 (52). С. 173—177.

## Примечание
Источники
1. ↑  персональная страница на math-net. Дата обращения: 4 января 2020. Архивировано 16 сентября 2018 года.
2. ↑  Интервью с Семенкиным Е. С. в корпоративной газете СибГУ «Горизонт». Дата обращения: 4 января 2020. Архивировано 20 ноября 2020 года.
3. ↑  Газета «Горизонт. Сибирский государственный университет науки и технологий имени академика М. Ф. Решетнева» о Сопове Евгении Александровиче Архивная копия от 20 ноября 2020 на Wayback Machine, стр. 6
4. ↑  Газета «Горизонт. Сибирский государственный университет науки и технологий имени академика М. Ф. Решетнева» об Ахмедове Шахназ Агасувары кызы, стр. 8-9
5. ↑  Газета «Горизонт. Сибирский государственный университет науки и технологий имени академика М. Ф. Решетнева» о Становове Владимире Вадимовиче Архивная копия от 19 декабря 2020 на Wayback Machine, стр. 8-9
6. ↑  Газета «Горизонт. Сибирский государственный университет науки и технологий имени академика М. Ф. Решетнева» о Брестер Кристине Юрьевне Архивная копия от 20 ноября 2020 на Wayback Machine, стр. 2-3
7. ↑  Газета «Горизонт. Сибирский государственный университет науки и технологий имени академика М. Ф. Решетнева» о Спириной Анастасии  Архивная копия от 21 ноября 2020 на Wayback Machine, стр. 8-9
8. ↑  Газета «Горизонт. Сибирский государственный университет науки и технологий имени академика М. Ф. Решетнева» о Поляковой Анастасии Сергеевне Архивная копия от 21 ноября 2020 на Wayback Machine, стр. 6-7
9. ↑  Официальный сайт Сибирского института прикладного системного анализа имени А. Н. Антамошкина. Дата обращения: 4 января 2020. Архивировано 25 декабря 2019 года.